# ژوزف روفو
ژوزف روفو (فرانسوی: Joseph Roffo‎; ۲۱ ژانویهٔ ۱۸۷۹ – ۵ فوریهٔ ۱۹۳۳) بازیکن راگبی ۱۵ نفره اهل فرانسه بود.